# Leuchtturm Donauinsel
Der Leuchtturm auf der Donauinsel des Betreibers „Sunken City“ steht nahe der Reichsbrücke auf der Donauinsel an der Neuen Donau in Wien. Das Ausstellungsstück in der Art eines Leuchtturms war ursprünglich eine Bühnenkulisse und nie als Navigationshilfe in Betrieb.

## Geschichte
Der Leuchtturm war Teil der Kulisse der Bregenzer Festspielbühne in den Saisonen 1989 und 1990. Er war Teil des Szenenbildes des „Der fliegende Holländer“ von Richard Wagner unter der Regie von David Pountney. Während der Opernaufführungen stürzte sich Senta, eine Figur der Oper, vom Leuchtturm in den Bodensee.
Nachdem ab dem Jahr 1991 eine andere Oper auf der Bühne in Bregenz gezeigt wurde, wurde das Bühnenbild abgebaut, so auch der Leuchtturm. Der Leuchtturm wurde zerlegt und nach Wien transportiert, wo er 1991 anlässlich der Ausstellung „Phantasie und Industrie“ vor dem Technischen Museum Wien wieder aufgebaut wurde. Anlässlich des Umbaus wurde auch der Leuchtturm 1997 abermals zerlegt und an seinen heutigen Standort auf die Donauinsel gebracht. Seither übernahm er unterschiedliche Aufgaben als Werbefläche, Sendeanlage für Netzbetreiber oder Träger einer Wetter- und Stadtkamera.